# Сьорен Свайструп
Сьорен Свайструп (на датски: Søren Sveistrup) е датски сценарист и писател на произведения в жанра трилър и криминален роман.

## Биография и творчество
Сьорен Свайструп е роден на 7 януари 1968 година в квартал Каструп на Кохенхаген, Дания, в семейство на психолог и учителка. Израства на остров Турьо край Свенборг. През 1989 г. заминава да следва в Копенхаген. Получава магистърска степен по литература и история от университета в Копенхаген. Дебютира като писател със сборник с разкази през 1995 г.
През 1997 г. завършва сценаристика в Датското филмово училище. След дипломирането си започва да работи като сценарист на сериали за датския телевизионен оператор ДР и пише сценария за телевизионния филм Deadline.
В следващите години работи като сценарист за няколко епизода на сериала „Такси“ (Taxa), заедно с Яник Йохансен за късометражния филм „Извън пистата“ (Afsporet), и като основен сценарист за епизоди от сериала „Хотел“ (Hotellet).
Прави пробив като сценарист в периода 2002 – 2003 г. на епизоди от сериала „Николай и Джули“ (Nikolaj og Julie). Сериалът има успех в Дания, Норвегия и Швеция, а вторият му сезон печели международната награда „Еми“ през 2003 г. в Ню Йорк за най-добър драматичен сериал на годината.
По негова идея и сценарий в периода 2007 – 2012 г. е реализиран криминалният сериал „Убийството“ (Forbrydelsen). В първия сезон от 20 епизода инспектор Сара Лунд разследва убийството на 19-годишна ученичка в продължение на 20 дни. Следва още два сезона по 10 епизода за други случаи на инспекторката. Сериалът е номиниран за награда „Еми“, получава награда БАФТА за най-добър международен телевизионен сериал, както и други награди на различни филмови фестивали, като и почетната награда на Датската драматична асоциация. Заедно с писателя Дейвид Хюсън прави романизация на сериала в поредицата „Престъплението“, където е съавтор на 2 и 3 части.
През 2018 г. е издаден трилърът му „Кестеновия човек“. В историята младата следователка Ная Тулин и служителят на Европол Марк Хес разследват убийството на млада жена на детска площадка в предградията на Копенхаген, а на местопрестъплението намират човече, направено от кестени. Върху човечето е открит пръстов отпечатък от момиче, дъщеря на известен датски политик, смятано за мъртво от цяла година, а за нейното отвличане и убийство има осъден. Скоро става второ убийство с ново кестеново човече – визитка на убиеца. През 2021 г. романът е екранизиран по сценарий на Свайструп в едноименния телевизионен минисериал.
Сьорен Свайструп живее със семейството си в Копенхаген.

## Произведения

### Самостоятелни романи
- Kastanjemanden (2018)[1][2][3]
Кестеновия човек, изд.: „Емас“, София (2020), прев. Ева Кънева

### Екранизации
- 1997 Deadline – тв филм[4][3]
- 1998 Taxa – тв сериал, 4 епизода
- 2000 Afsporet – късометражен, история и сценарий
- 2000 – 2002 Hotellet – тв сериал, 34 епизода (водещ автор – 11 епизода)
- 2002 – 2003 Nikolaj og Julie – тв сериал, 6 епизода (22 общо), награда „Еми“[1]
- 2007 – 2012 Forbrydelsen (The Killing) – тв сериал, 40 епизода, награда БАФТА[1]
- 2016 Der kommer en dag
- 2017 Снежният човек, The Snowman – съсценарист[2]
- 2021 The Chestnut Man – тв сериал, 6 епизода